# DJMAX TECHNIKA TUNE
『DJMAX TECHNIKA TUNE』（ディージェイマックス テクニカ チューン）は、韓国のゲーム開発・販売会社PENTAVISIONのアーケード音楽ゲーム『DJMAX TECHNIKA』シリーズを、PlayStation Vita向けに移植された作品である。省略として「DMTT」と表記する。

## 概要
『TECHNIKA1〜3』の収録曲に加え、オンライン版とPORTABLEシリーズの楽曲も多数収録されている。新規書き下ろし楽曲と版権曲も含めて総曲数は67曲。インタフェースは基本に『DJMAX TECHNIKA 2』をベースにしている。

## アーケード版との相違点
- DUO MIXINGモードとCREW RACEモードは削除された。代わりに、PORTABLEシリーズでおなじみのFREE STYLEモードが追加された。
- PlayStation Vitaの仕様にあわせて、モードを問わずラインは上下各3本になった。これにより譜面自体の難易度は大幅に下がった。また、デフォルト設定ではホールドノートとリピートノート（ロング含む）は背面タッチパッドで操作するようになった。

## メニュー
メニューの項目ボタンをタップするか、ホイールをまわすことでモードを選択する。
- ARCADE（アーケード）
  - アーケードTECHNIKAシリーズと同じく、配置されたノートを判定ラインにあわせてタッチして演奏していくモード。この作品のメインモードとなる。
  - STAR MIXING -3 Stages-：タッチスクリーンのみを使うモード。基本システムはアーケードと同様、ステージごとに決められた曲から選択してプレイするモード。難易度は低い。STAR譜面（黄色）のみが登場する。クリアした譜面はFREE STYLEモードに登録される。
  - POP MIXING -3 Stages-：タッチスクリーンと背面タッチパッドを使うモード。基本システムはアーケードと同様、ステージごとに決められた曲から選択してプレイするモード。POP譜面（青色）のみが登場する。クリアした譜面はFREE STYLEモードに登録される。
  - CLUB MIXING -4 Stages-：タッチスクリーンと背面タッチパッドを使うモード。基本システムはアーケードと同様、SETごとに決められた6曲にから3曲を自由に選択でき、その3曲の難易度合計により4曲目が分岐する。このモードではCLUB譜面（赤色）が登場し、SETをクリアするとFREE STYLEモードに登録される。それ以外にEXTRA譜面（紫色）が登場することもあるが、プレイしてもFREE STYLEに登録されず、現時点ではCLUB MIXINGモード専用の譜面になっている。
  - FREE STYLE -Endless Stage-：前述のモードで登録された譜面を自由に選択してプレイするモード。STAR譜面ならタッチスクリーンのみ、POPとCLUB譜面なら背面タッチパッドも使う。PORTABLEシリーズと同じく、曲を跨いでのコンボが計算される。また、FREE STYLEモードでのクリア情報は独立しており、コンボランキング以外を参加することは出来ない。すなわちスコアがいくら高くてもスコアランキングには参加できない。
- COLLECTION（コレクション）

プレイカウント（演奏した曲数）で解禁された画像、ボーナス映像などはここで鑑賞できる。曲ごとの成績、プレイカウントとインターネットランキングなどもここで確認できる。
- ALBUM（アルバム）

本作の収録曲を再生するモード。シャッフルとリピート機能が搭載されており、音楽プレーヤーとして機能する。コントロール右側のビデオアイコンをタップするとその曲のBGムービーを再生できる。「L」「R」アルバムは演奏曲、「S」アルバムはシステムBGMが収録されている。星マーク（★）をタップしてお気に入りリストに追加することも出来る。
- OPTION（オプション）
  - SOUND（サウンド）：出力デバイスにあわせて音声を最適化する。ヘッドフォンを選択すると背景BGMとノート音のバランスをとった音量が、スピーカーを選択するとノート音の音量が向上調整される。
  - DATA（データ）：セーブデータに関する設定。AUTO SAVEをオフにすることも出来るがオンにすることが推奨されている。RESET DATAでセーブデータを初期化することもできる。
  - DIFFICULTY（難易度）：EASY、NORMAL、HARDから選べる。それぞれの難易度はグルーヴゲージの減少量とスコア倍率に反映される（判定の厳しさは一定になった）。NORMALを基準に、EASYでは獲得スコアが80%に、HARDでは120%に調整される。
  - CONTROL（コントロール）：ここで背面タッチパッドを使用するかどうかを選択する。使用しない場合はロングノートとリピートノートはタッチスクリーンで操作されるようになり、難易度が上昇するが、アーケードでのプレイ感覚を味わえる。
  - INTERNET RANKING（インターネットランキング）：PSNアカウントを使ってインターネットランキングに参加できる。ちなみに、DJ NAMEはそのままPSNアカウントのニックネームになり、PSNにサインインしていない場合もDJ NAMEがデフォルトになるのみで、プレイヤー自身では一切変更できない。
  - Facebook：Facebookアカウントと連動することでゲーム内のアイテムなどを獲得できる。連動で入手したアイテムには使用回数が制限されている。
  - LANGUAGE（言語）：韓国版と香港版では、ゲーム内で使用される言語を韓国語か英語のどちらかに変更できる。